# Louisemeer
Het Louisemeer (Engels: Lake Louise) is een meer in het Nationaal park Banff in de Canadese provincie Alberta. Aan het meer ligt het Fairmont Chateau Lake Louise, een groot hotel. Het gehucht Lake Louise en de Trans-Canada Highway liggen daar vijf kilometers vandaan in een dal.
Het meer is, evenals de provincie zelf, vernoemd naar prinses Louise Caroline Alberta. Zij was een dochter van koningin Victoria en de echtgenote van John Campbell, Gouverneur-generaal van Canada van 1878 tot 1883.
Verscheidene gletsjers monden uit in het Louisemeer en daar heeft het meer de unieke smaragdgroene kleur aan te danken. Het eerder kleine meer met een oppervlakte van 0,8 km² op 1.750 m hoogte heeft dieptes tot 70 m.
Het gebied rondom het Louisemeer is een bekend skigebied en het trekt vele toeristen naar het natuurschoon in de omgeving.